# 茵芋

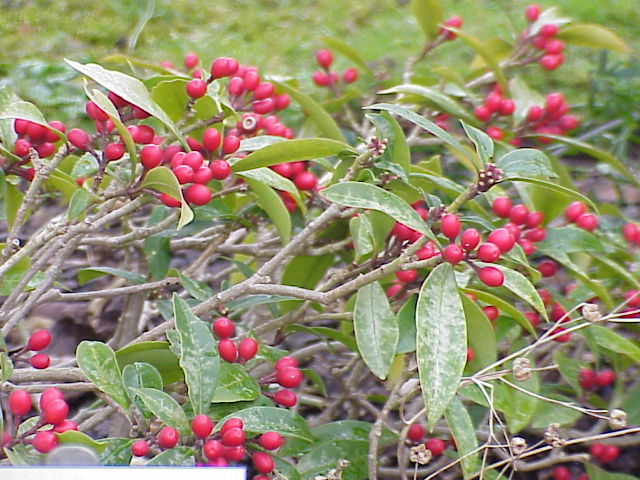
果實

茵芋（学名：[Skimmia reevesiana] 错误：{{Lang}}：文本有斜体标记（帮助）），又名深紅茵芋、山桂花、黄山桂、阿里山茵芋、海南茵芋，为芸香科茵芋属下的一种常綠灌木。其葉互生，呈長橢圓形。圓錐花序頂生，花為白色。可作為觀賞植物。

## 扩展阅读
- 維基物種上的相關：深红茵芋